# Schlacht von Tamanieh
 Aba – Dschebel Gedir I – Sennar I – Dschebel Gedir II – al-Ubayyid I – al-Ubayyid II – Sennar II – Sinkat – El Teb I – Scheikan – El Teb II – El Teb III – Tamanieh – Khartum – Abu Klea – Gallabat – Toski – Firket – Atbara – Omdurman – Umm Diwaykarat
Die Schlacht bei Tamanieh (auch Schlacht bei Tamai) war eine Schlacht, die am 13. März 1884 zwischen britischen Truppen unter der Führung von Sir Gerald Graham und Anhängern des Mahdi Muhammad Ahmad unter der Führung von Osman Digna im Sudan geführt wurde.

## Ausgangslage
In Sudan war 1881 der Mahdi-Aufstand ausgebrochen. Der Mahdisten-General Osman Digna trug die Mahdiya in den Osten Sudans. Am 4. Februar 1884 konnte er ein Heer unter Baker Pascha schlagen. Um die für die Sicherung der Seewege nach Indien wichtige Küste des Roten Meeres zu halten und eine Alternative zur Route nach Khartum über den Nil aufrechtzuerhalten, entsandten die Briten nun eigene Truppen nach Sawakin. Am 12. Februar landete die Suakin Field Force unter General Gerald Graham. Sie hatte am Anglo-Ägyptischen Krieg teilgenommen und war nun teilweise auf dem Rückweg nach Indien. Graham konnte Osman Digna am 29. Februar in der Zweiten Schlacht von El Teb schlagen. Trotz seines Sieges war sich Graham dessen bewusst, dass die Truppen Osman Dignas keineswegs geschlagen waren und noch immer große Unterstützung aus der Bevölkerung erhielten. Darum verließen die britischen Truppen Suakin am 10. März, mit der Absicht, den Anhängern des Mahdi eine eindeutige Niederlage zuzufügen.
Die britischen Einheiten waren dieselben, die auch bei El Teb gekämpft hatten: 4500 Soldaten mit 22 Kanonen und 6 Maschinengewehren. Die Mahdisten waren ungefähr 10.000 Kämpfer, die aus dem Stamm der Hadendoa kamen.

## Die Schlacht
In der Nacht des 12. März schlugen die britischen Truppen ein Lager, nicht weit von den Stellungen Osman Dignas entfernt, auf. Von etwa 1 Uhr in der Nacht bis zum Morgengrauen näherten sich und schossen Schützen der Mahdisten in das britische Lager, aber ihre Schüsse waren ungenau und verwundeten nur wenige Soldaten.
Bei Tagesanbruch wurde britische Artillerie eingesetzt, um diese Schützen zu vertreiben. Die Infanterie formierte sich daraufhin in zwei Karrees, jeweils in der Größe einer Brigade und marschierte auf das feindliche Lager zu. Ein Karree wurde von Oberst Davis und General Graham, das andere von Oberst Buller befehligt. Kundschafter hatten herausgefunden, dass die mahdistischen Truppen sich in einem Trockental verborgen hielten. General Graham befahl einem Teil seines Karrees daraufhin den Angriff, was zu einer großen Lücke im Karree führte. Die Mahdisten stürmten plötzlich in diese Lücke hinein. Die britischen Truppen des Karrees von General Graham zogen sich als Reaktion darauf ungeordnet zurück.
Der Angriff der Mahdisten wurde durch Salven aus dem Karree Oberst Bullers, das den Gegenangriff unbeschadet überstanden hatte, sowie von Kavallerieeinheiten, die bisher nicht in das Geschehen eingegriffen hatten, erfolgreich abgewehrt.
Die britischen Truppenteile formierten sich erneut und nahmen ihren Angriff wieder auf. Die Briten trieben die Mahdisten aus dem Trockental und fügten ihnen auch auf ihrer Flucht noch Verluste bei. Das Lager Osman Dignas wurde etwas später am Tag eingenommen, doch er selbst war bereits geflohen.

## Ergebnis
Die Briten verloren in dieser Schlacht mehr Soldaten, als in jeder anderen Auseinandersetzung während des Mahdiaufstandes. 214 Soldaten, darunter 10 Offiziere der Briten, wurden entweder verwundet oder getötet. Die Mahdisten erlitten schwere Verluste und büßten 4000 Kämpfer ein, von denen etwa 2000 getötet und die gleiche Anzahl verwundet worden war.
Die Briten hofften, dass diese Schlacht Osman Dignas Ansehen mindern und seine Truppen so schwächen würde, dass er die Kontrolle über die Hadendoa einbüße. Die Hoffnung der Briten sollte sich aber nicht erfüllen; als sich General Grahams Truppen später im Jahr aus dem Sudan zurückzogen, gewann Osman Digna seinen alten Einfluss zurück. Die Angriffe der Briten können so als reine Strafmaßnahmen gesehen werden, in denen es allein darum ging, den gekränkten Stolz wiederherzustellen, ihr Nutzen war jedenfalls nach Meinung von Winston Churchill, der später selbst im Mahdi-Aufstand kämpfen sollte, sehr fraglich.